# Ludvik Zadnik
Ludvik (Ljudevit) Zadnik (tudi Sadnik), slovenski časnikar, politik in delavski organizator, * 17. september 1864, Ljubljana, † 3. avgust 1950, Ljubljana.

## Življenje in delo
Po poklicu je bil krojaški pomočnik. Po koncu 1. svetovne vojne je bil zaposlen na ljubljanskem magistratu (paznik javnih nasadov); upokojen januarja 1946. V delavskem gibanju je sodeloval že od 1879 kot član ljubljanskega delavsko izobraževalnega društva, v letih 1881–1883 je bil član enakega društva v Innsbrucku, ko je bil tam na delu, od septembra 1883 pa ponovno član ljubljanskega društva. Zadnik je pripadal zmerni struji in jo vodil, zato so ga konec januarja 1884, ko se je društvo radikaliziralo, izključili. Poleti 1890 je založil politično brošuro Osemurni delavni čas, avgusta 1890 je želel v Ljubljani izdajati Delavski list, a mu oblasti niso dovolile. Pač pa je v Trstu, kamor se je preselil, od 20. oktobra 1890 do 29. aprila 1891 urejal polmesečni »časopis za interese slovenskega delavskega ljudstva« Delavski list, od februarja 1898 pa je bil urednik Delavca in Svobode. Leta 1897 je sodeloval na delavskih shodih po Kranjskem. Na 2. zboru Jugoslovanske socialnodemokratske stranke (JSDS) v decembru 1897, je bil izvoljen v izvršni odbor JSDS in postal celo njegov predsednik. Maja 1898 je bil odstranjen iz vodatva JSDS. Leta 1909 se je za nekaj časa priključil liberalni Narodni delavski organizaciji, 1919-1920 je bil pristaš levice JSDS, prešel nato k socialdemokratom, po sprejemu obznane pa se ni več ukvarjal s politiko.